# James Whale
James Whale (22. juli 1889 – 29. maj 1957), var en britisk filminstruktør, bedst kendt for tidlige gyserfilm som Frankenstein.
I senere år var han deprimeret og havde heldbredsproblemer. Han begik selvmord, ved at drukne sig i sin svømmepøl i 1957, hvilket på daværende tidspunkt blev anset som et uheld.

## Udvalgte film
- Frankenstein (1931)
- Den usynlige mand (The Invisible Man, 1933)
- Frankensteins brud (Bride of Frankenstein, 1935)
- Manden med jernmasken (The Man in the Iron Mask, 1939)